# Rebuilding Together
Rebuilding Together (RT) — американская неправительственная некоммерческая организация, занимающаяся бесплатным ремонтом и модификацией домов для людей с низкими доходами и попавшим в неблагоприятную жизненную ситуацию. Используя членов CapacityCorps, Americorps, членов собственных филиалов, соседей-добровольцев, и при поддержке местных предприятий, жертвователей и крупных корпоративных партнеров, организация осуществляет ремонт на безвозмездной основе. В состав организации входит почти 200 филиалов, головное отделение — в Вашингтоне.
К 25-летнему юбилею (2013 год) Rebuilding Together завершила работу более чем над 100 000 домов по всей стране на сумму свыше 1,5 млрд долларов в рыночной стоимости, превращая каждый пожертвованный доллар в четыре (по рыночной стоимости жилья) с помощью 3,4 млн волонтёров и жертвователей.

## Помощь после чрезвычайных ситуаций
Rebuilding Together оказывает помощь в районах, пострадавших от чрезвычайных ситуаций, отстраивая разрушенные дома: в частности, помощь оказывалась пострадавшим от урагана «Сэнди», торнадо 2013 года в Арканзасе и Оклахоме и других стихийных бедствий.

## Финансы
С 2003 по 2014 год Charity Navigator, крупнейшая американская организация, специализирующаяся на финансовой оценке благотворительных и некоммерческих организаций, 10 раз подряд присуждала Rebuilding Together высшую оценку (четыре звезды из четырёх), что вывело Rebuilding Together в лидирующую по этому показателю группу благотворительных организаций.
В 2014 году Charity Navigator оценила финансовые показатели Rebuilding Together за 2012 фискальный год на 98,87 баллов (из 100 возможных), а подотчётность и прозрачность — на максимальные 100 баллов. 88,7 % собранных средств были направлены на помощь нуждающимся, остальные потрачены на рекламные, административные и иные расходы.